# Championnats de Sierra Leone de cyclisme sur route
Les championnats du Sierra Leone de cyclisme sur route sont les championnats nationaux de cyclisme sur route organisés par la Fédération du Sierra Leone de cyclisme.

## Hommes

### Podiums de la course en ligne
| Année | Champion        | Deuxième        | Troisième   |
| 2013  | Mohamed Thorley | Augustine Sesay | Moses Sesay |